# Centaurea coutinhoi
Centaurea coutinhoi là một loài thực vật có hoa trong họ Cúc. Loài này được Franco mô tả khoa học đầu tiên năm 1984.